# 윌리엄 메이크피스 새커리
윌리엄 메이크피스 새커리(William Makepeace Thackeray, 1811년 7월 18일 ~ 1863년 12월 24일)는 영국의 소설가이다. 인도의 캘커타 부근에서 출생하여, 4살 때 아버지를 여의고 고국으로 귀국하였다. 1829년에 케임브리지 대학에서 법률을 공부하고, 졸업 후 유럽 여러 곳을 여행하였다. 1837년에 런던으로 돌아와 작품 생활을 시작하였다. 1846년에 《속물열전》이라는 소설을 발표함으로써 그의 이름이 알려지기 시작하였다. 이어 1847년과 1848년에는 소설 《허영의 시장》을 발표하였으며, 1855년에는 그의 유일한 어린이 문학 고전인 《장미와 반지》를 발표하였다. 미국 여행에서 돌아와서는 그곳에서 보고 들은 이야기를 토대로 《버지니아인》을 썼다. 그는 디킨스와 함께 19세기 영국의 대표적 소설가이나, 디킨스와는 달리 상류, 중류 계급의 허영에 찬 생활을 상세히 또는 풍자적으로 묘사하였는데, 인간의 약점에 대해서는 지극히 동정적이었다.